# Xiong Ni
Xiong Ni (Changsha, República Popular China, 6 de enero de 1974) es un clavadista o saltador de trampolín chino especializado en plataforma de 10 metros, donde consiguió ser subcampeón mundial en 1991 y campeón olímpico en 2000 en trampolín de 3 metros.

## Carrera deportiva
En el Campeonato Mundial de Natación de 1991 celebrado en Perth (Australia), ganó la medalla de plata en la plataforma de 10 metros, con una puntuación de 603 tras su compatriota Sun Shuwei (oro con 626 puntos) y por delante del soviético Georgiy Chogovadze (bronce con 580 puntos).
En los Juegos Olímpicos de Sídney 2000 ganó dos medallas de oro: en los saltos sincronizados e individuales desde el trampolín de 3 metros; su pareja en los primeros fue Xiao Hailiang.